# Mata Hari (Ballett)
Mata Hari ist ein Ballett in zwei Akten von Renato Zanella. Von ihm stammt nicht nur die Choreografie, sondern auch das Libretto. Es behandelt einen Teil der Lebensgeschichte der historischen Mata Hari. Die Musik entlehnte Zanella verschiedenen Werken des russischen Komponisten Dmitri Schostakowitsch. Das Werk erlebte seine Uraufführung durch das Stuttgarter Ballett am 4. Dezember 1993 im Großen Haus der Württembergischen Staatstheater in Stuttgart. Die Titelrolle tanzte Marcia Haydée. Eine Aufführung dauert ca. zweieinviertel Stunden (mit einer Pause zwischen den beiden Akten).

Mata Hari

## Personen
- Margaretha Geertruida Zelle, später bekannt unter dem Künstlernamen Mata Hari
- Rudolph MacLeod, Mata Haris Ehemann
- Maître Clunet, Pariser Rechtsanwalt, lebenslanger Freund Mata Haris
- Gabriel Astruc, Pariser Impresario und Förderer Mata Haris
- Vadim Maslow, in Frankreich stationierter russischer Offizier
- Xavier Rousseau, Bankier, zeitweise Geliebter Mata Haris
- Hans von Kalle, Militärattaché der deutschen Botschaft in Madrid
- Ladoux, Chef der französischen Geheimpolizei
- Nijinsky, Star des Ballets Russes
- Colette, Pariser Tänzerin

## Handlung

### Ort und Zeit
Das Ballett spielt in verschiedenen europäischen Großstädten – der Hauptschauplatz ist Paris – von 1902 bis 1917, dem Todesjahr der Protagonistin.

### Erster Akt
Obwohl sie erst seit fünf Jahren mit dem Kolonialoffizier Rudolph MacLeods verheiratet ist, gleicht Margarethe Zelles Ehe einem Trümmerhaufen. Jetzt, da sie mit ihrem Mann nach dessen Abschied aus der Armee in die niederländische Heimat zurückgekehrt ist, hält sie nichts mehr bei ihm, auch nicht die gemeinsame Tochter.
1905 reist Margarethe Zelle nach Paris, wo sie das Leben genießen will. Unter dem Künstlernamen Mata Hari (Auge des Morgens) feiert sie bald große Erfolge als Tänzerin. In dem Rechtsanwalt Maître Clunet findet sie einen Freund fürs Leben. Er vergöttert Mata Hari, doch seine Liebesschwüre erhört sie nicht. Zusammen mit dem Impresario Gabriel Astruc führt er die schöne Niederländerin in die noble Pariser Gesellschaft ein. Es dauert nicht lange, bis ihr zahlreiche Liebhaber zu Füßen liegen. Diese nutzt sie nach allen Regeln der Kunst aus, um ihren Traum von finanzieller Unabhängigkeit zu verwirklichen. Am meisten bekommt dies der Bankier Xavier Rousseau zu spüren. Er ist Mata Hari derart hörig, dass er sich für sie finanziell vollständig ruiniert.
Um nicht nur ihr privates, sondern auch ihr öffentliches Ansehen zu steigern, führt Mata Hari auf Frankreichs Bühnen den orientalischen Tempeltanz ein. Das Ergebnis gleicht einer Sensation: Sie wird nicht nur von den Zuschauern bejubelt, auch die Presse lobt sie in den höchsten Tönen. Alles, was Rang und Namen hat, sucht ihre Nähe, kleidet sich wie sie und macht ihre Bewegungen nach.

### Zweiter Akt
Bereits nach zwei Jahren muss Mata Hari erkennen, dass der Erfolg nicht ewig währt. Nachdem sie Auftritte in Madrid, Monte Carlo, Berlin und Wien hinter sich hat, kehrt sie nach Paris zurück. Dort bemüht sie sich um ein festes Engagement bei den Ballets Russes. Von dieser Truppe hat es ihr ganz besonders deren Star Nijinski angetan. Sie ist fest davon überzeugt, dass sie mit ihm ein ideales Tanzpaar abgäbe. Umso härter trifft es sie, als sie von der Truppe eine lapidare Absage erhält. Maître Clunet versucht sie zu trösten, hat aber keinen Erfolg dabei. Auch dem ihr wohlgesinnten Impresario Astruc gelingt es immer seltener, ein Engagement für sie zu finden. Während Mata Haris Ruhm zusehends verblasst, steigt der von Nijinski immer mehr in lichte Höhen empor.
Noch einmal scheint Mata Hari das Glück zu winken. Sie lernt den in Paris stationierten russischen Offizier Vadim Maslow kennen und verliebt sich Hals über Kopf in ihn. Im Grunde ist er der einzige Mann, den sie jemals in ihrem Leben aufrichtig liebt. Als aber der Erste Weltkrieg beginnt, werden die beiden abrupt auseinandergerissen.
Während in Europa der Krieg tobt, wirft der französische Geheimdienst ein Auge auf die schöne Tänzerin. Er verdächtigt sie, eine deutsche Spionin zu sein. Bei einem Verhör durch Ladoux, den Chef der französischen Geheimpolizei, ergreift Mata Hari die Offensive, indem sie sich anbietet, für die französische Seite zu arbeiten. Doch für das von ihr gewohnte Leben in Luxus reicht das Geld der Franzosen nicht aus. Deswegen sucht sie auch noch den Kontakt zum deutschen Geheimdienst in Madrid. Bei ihrer Rückkehr nach Paris wird sie verhaftet und vor ein Militärtribunal gestellt. Zwar bemüht sie sich redlich, ihre Unschuld zu beweisen, aber all ihre früheren Freunde, die sie als Entlastungszeugen nennt, lassen sie im Stich. Nach einem kurzen Prozess wird sie zum Tode verurteilt.

## Musik
Zanella verwendete für sein Ballett Musik von Dmitri Schostakowitsch, und zwar aus dessen 10. Symphonie op. 93 den ersten und den dritten Satz, sowie die Streichquartette Nr. 7 op. 108, Nr. 8 op. 110 und Nr. 9 op. 117.